# Никола Бурбаки
Никола́ Бурбаки́ (на френски: Nicolas Bourbaki) е общ псевдоним на група първоначално само френски математици, които в средата на 20 век си поставят за цел написването на пълен трактат за съвременната математика, в който всички доказателства да са представени с изрядна строгост – нещо, което според авторите липсва по онова време.
Кръжецът е основан във Франция през 1935 г., а по-късно към него се присъединяват и математици от други страни. На 30 август 1952 г. Андре Вейл, Жан Дийодоне, Анри Картан и други основават Сдружение на приятелите на Никола Бурбаки, което се помещава в Математическия департамент на Екол нормал сюпериор в Париж.